# Александар Пишчевић
Александар Пишчевић (Поречје, 17. мај 1764 —  Скаљева, 31. март (по јулијанском - 20. марта) 1820) био је руски војник српског поријекла.

## Животопис
Син је Симеона Пишчевића. Са 13 година отац га је одвео (1777) на школовање у Петербург. Стекавши образовање у Инжењеријском кадетском корпусу, Александар се у својој 19. години за сав живот запутио траговима својих предака у војну службу. 1783. био је у Санктпетербуршком драгонском пуку у војсци кнеза Потемкина која је освојила Крим од Турака и Татара и присајединила га Русији (на Кавказу је у честим контактима са надређеним г. Потемкином којег не треба мијешати са кнезом Потемкином, који живи у исто вријеме).
По вољи оца прелази у кавскаску војску 1784. године. Са својим ескадроном учествовао је у опсади и јуришу на турску тврђаву Анапу, на обали Црног мора, кад је послије продора у град и осјетио задовољство војничке побједе и тријумфа. Ипак, на Кавказу је био незадовољан. У Русију, са Кавказа, вратио се нарушеног здравља.
Оженио је ћерку дворског савјетника, Србина, Фјодора Платоновича Јуришића, г. Митендорф. С њом је имао ћерку Љубов. Млађи брат му је био Иван Семојонович Пишчевић, полусестра (ћерка оца из првог брака) удовица без потомства г. Сребњицка, сестре Ана (из Новомиргорода), Надежда и Варвара. Отац му је у тестаменту оставио обавезу да изгради цркву светог Стефана (њихове крсне славе), поред очевог гроба. Умире у 56. години живота, на имању које му је припадало након очеве смрти.

## Мемоари
За српску историју је значајан због мемоара Мој живот. У њима о свом поријеклу пише:
Породица Пишчевић је племићка, српске националности. Она потиче из Далмације, из провинције Паштровића. То доказују многи породични документи који су ми остали после очеве смрти... Тада је Русија намеравала да предузме нешто са Србима који живе на обалама Дунава и Јадранског мора.

## Занимљивости
Александар Пишчевић на многим мјестима у мемоарима описује своје љубавне авантуре са разним женама. Имао је негативан однос према оцу, родбини и Нијемцима:
Родбина ме уопште не везује за себе, него је, напротив, омрзла мојој души својим несугласицама. Србе, моје земљаке, очима не могу да видим због њихове шкртости, а поред тога дојaдили су ми преко сваке мере и својим израчунавањем древног порекла својих породица, глупим дипломама, доставама и тужбама и другим доказима своје глупости. И Малоруси, суседи Нове Србије, чији је живот испуњен потказивањима, доставама и тужбама, живе у вечитом међусобном рату.